# راي هيندري
راي هيندري (بالإنجليزية: Rae Hendrie)‏ هي ممثلة بريطانية، ولدت في 1977 في Selkirk, Scottish Borders ‏ في المملكة المتحدة.

## وصلات خارجية
- راي هيندري على موقع IMDb (الإنجليزية)
- راي هيندري على موقع قاعدة بيانات الفيلم (الإنجليزية)